# Banovci (Nijemci)
Banovci is een plaats in in de Kroatische provincie Vukovar-Srijem (Kroatisch: Vukovarsko-srijemska županija). In 2011 bedroeg het inwonertal 438.